# Flore d'Iran

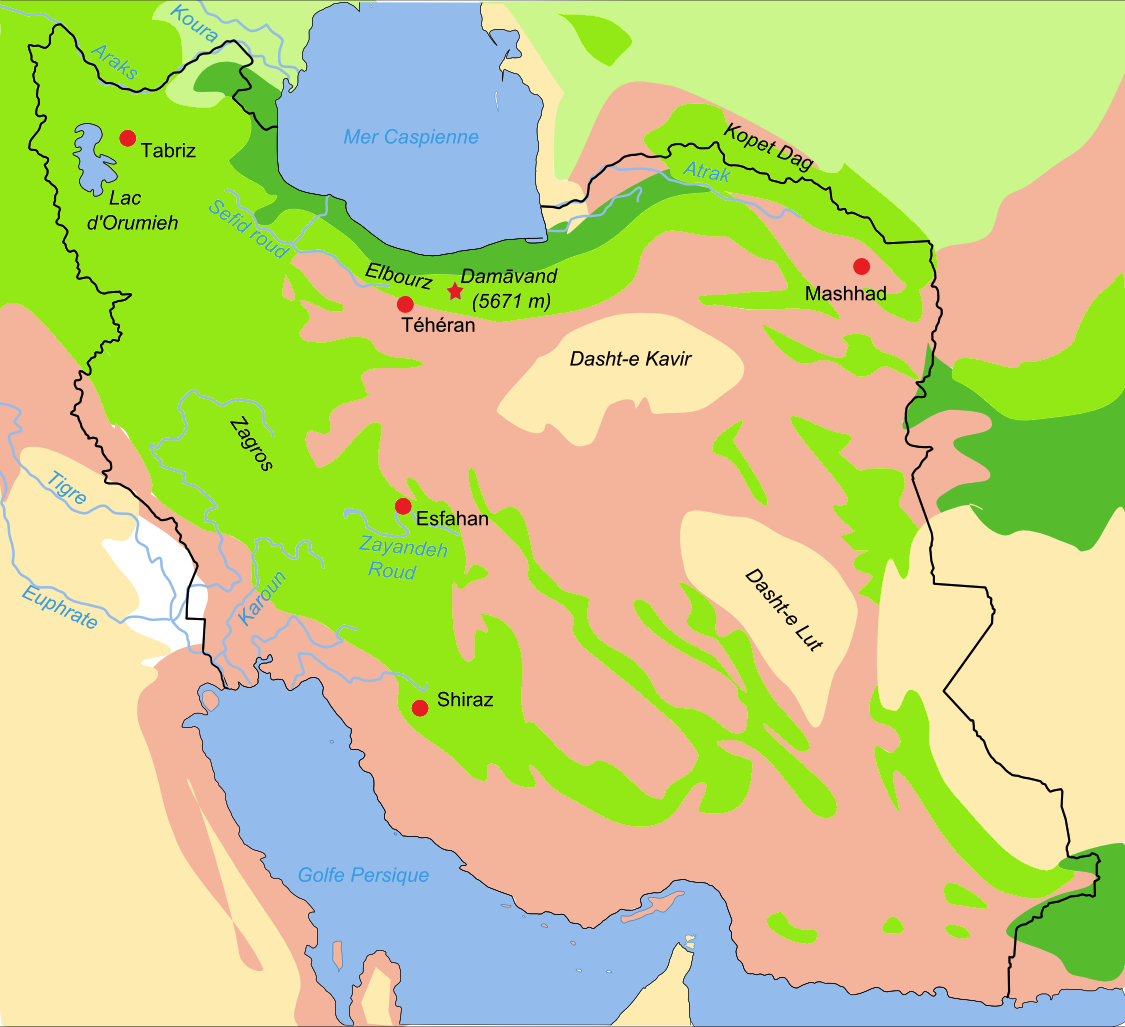
Biotopes d'Iran :
Steppes arborées
Forêts et zones arborées
Zones semi désertiques
Plaines désertiques
Steppes
Marais saumâtres alluviaux

Étant donné la grande taille du pays et les variétés climatiques dues à des facteurs divers les différences d'altitude, le niveau des précipitations et de l'évaporation, les types de sols etc., le territoire de l'Iran possède une grande quantité de biomes et de biotopes, ce qui revient à dire une importante variété dans la flore autochtone. Plus de 8 000 espèces (dont 450 endémiques) y sont répertoriées ; les trachéobiontes y sont plus nombreux qu'en Europe centrale. La composition de la flore d'Iran est définie par quatre facteurs : le climat, la diversité phytogéographique, la topographie et l'intervention humaine. 

## Climat
L'Iran se situe entre les masses d'air anticycloniques de l'Asie centrale et de la Sibérie au nord, le régime des vents méditerranéen au centre (vents d'ouest et dépression amenant la pluie et la neige) et des influences tropicales et subtropicales au sud et au sud-est du pays. Il existe donc différents types de climat en Iran, depuis les basses terres subtropicales humides sur la côte sud de la mer Caspienne jusqu'aux déserts chauds et secs (Dasht-e Kavir et Dasht-e Lut).
Les chaînes montagneuses de l'Alborz (Elbourz), des Zagros et le nord-ouest de l'Iran sont caractérisées par des surplus de précipitations ; ils sont donc humides pour une partie de l'année, voire toute l'année. Le reste du pays est caractérisé par des déficits : le manque de précipitations, des vents forts ou permanents et des températures élevées sont la cause d'une aridité extrême.
Les différences de climat correspondent aux différences écologiques. 90 % du territoire iranien appartient à la zone climatique « Irano-Touranienne » selon Henri Pabot. Les caractéristiques de cette zone sont : 
- des précipitations très variables, généralement entre 100 et 500 mm, concentrées en hiver ou au printemps.
- au moins trois mois d'été caractérisés par une sécheresse totale, période s'étendant à 9 mois dans les régions les plus arides.
- une humidité relative entre 80 et 55 % (pour le désert central, proportion tombant à 40 et même 20 % en été)
- des températures très variables selon la région, mais des hivers généralement froids. Les étés sont extrêmement chauds dans le Khuzestan (36 °C en moyenne en juillet), très chauds dans la dépression centrale (plus de 30 °C) et chauds ailleurs (entre 24 et 29 °C), sauf dans les régions montagneuses au-dessus de 2 000 ou 2 500 m.

## Topographie
Le climat et la végétation dépendent de la topographie, et plus particulièrement du relief. L'Elbourz et les Zagros sont probablement parmi les exemples les plus frappants de l'influence de la topographie sur les habitats naturels de la flore et de la faune.
Harry Bobek, en 1952, a proposé une classification verticale de la végétation en utilisant les termes persans : 
- sarhadd, pour les régions élevées subtropicales avec des hivers très froids et des étés frais
- sardsir, pour les régions moyennement élevées avec des hivers froids et des étés chauds
- les hautes terres subtropicales, qui possèdent trois sous-types (hivers froids, étés chauds et fortes gelées ; hivers doux, étés chauds et courte période de gelée ; hivers doux, étés chauds et gelées rares)
- garmsir, pour les terres basses aux hivers et étés chauds, sans gelées et sans neiges.

L'autre facteur important définissant la diversité de la végétation est le sol. Quatre régions peuvent être distinguées, regroupant dix-neuf associations de sols:
- les sols des plaines et des vallées couvrent environ 300 000 km². Cette région présente :
  - des sols salins (Solontchak, Solonetz), typiques des régions des dasht (Dasht-e Kavir et Dasht-e Lut)
  - des sols alluviaux fins
  - des bassins endoréiques
- les plateaux recouvrent environ 470 000 km², avec différents types de sols : 
  - des sols de désert gris et rouges
  - des sierozems (sols extrêmement calcaires)
  - des sols de steppe bruns
- les sols des piémonts de la Caspienne couvrent environ 35 000 et sont la résultante du climat et de la flore de la région, ils contiennent beaucoup d'humus et sont très aérés.
  - sols de forêt bruns
  - Podzosols jaune-rouge

De plus, à cause de la distribution des montagnes et de l'aridité, presque 50 % de la surface du sol se compose de sols pierreux et peu épais sur un lit rocheux, sans profil défini, qui sont appelés lithosols. Ceci serait dû à l'érosion naturelle. 

## Diversité phytogéographique
La végétation, sa densité et sa composition sont fonction du climat iranien, du sol et d'autres facteurs topographiques. Les botanistes distinguent plusieurs régions biogéographiques.

### Zones semi-désertiques et désertiques
La flore des régions semi-désertiques est composée de végétation clairsemée, notamment dans les déserts endoréiques du centre de l'Iran, avec de grandes concentrations de sel dans les bassins (kavir) et des zones où les sables dominent. Les plantes halophiles dominent, et les plantes vivaces généralement absentes.

### Steppes
La flore des steppes consiste en une végétation variée, déterminée par les températures hivernales. Des plantes de différentes espèces étaient très courantes par le passé mais leur nombre a été réduit par l'activité humaine. Les armoises sont les plus répandues :  l'arbuste dominant est l'Armoise herbe blanche (Artemisia herba-alba) et l'Aristida plumosa l'herbe dominante. 

### Steppes arborées
Les steppes arborées, qui avaient à l'origine une végétation très riche, ont été altérées par la culture sèche et les autres formes d'intervention humaine. 
La flore herbacée est beaucoup plus riche que dans les zones de steppe, avec des genres comme les composées, les labiées, les ombellifères, les légumineuses, les graminées, les crucifères et autres. Les forêts de pistachiers, avec tapis de plantes vivaces pérennes sont parmi les paysages les plus caractéristiques de cette zone. 

### Haute montagne

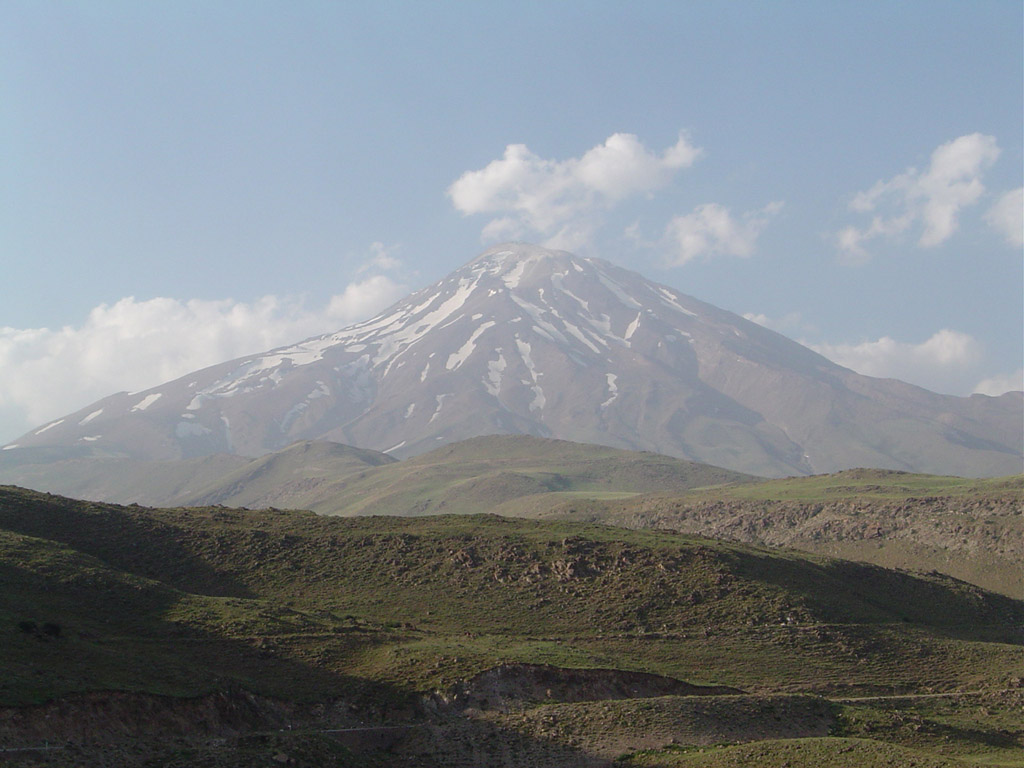
Vue sur le mont Damavand, plus haut sommet d'Iran.

La flore de la haute montagne est limitée par des saisons courtes et l'altitude des chaînes montagneuses. Elle est caractérisée par les espèces du genre Astracantha et d'autres plantes endémiques.

### Forêts
Les forêts sont surtout présentes au sud de la mer Caspienne et peuvent se diviser en deux types : les forêts caduques basses et les forêts caduques des zones montagneuses. La ligne de démarcation entre les deux zones correspond à la limite d'altitude haute des espèces sensibles au gel.
Les espèces caractéristiques des forêts basses sont Parrotia persica, qui est l'arbre caractéristique de cette région. Les autres espèces qu'on peut rencontrer dans les forêts iraniennes sont : Acer velutinum, Alnus subcordata, Amygdalus spinosissima subsp. turcomanica, Acer monspessulanum subsp. turcomanicum (Érable), Quercus castaneifolia, Fraxinus excelsior subsp. coriariifolia (Frêne), Lonicera floribunda, Malus orientalis (Pommier), Pyrus boissieriana, Sorbus orientalis, Ilex spinigera, Ruscus hyrcanus, Gleditsia caspica (Févier de la Caspienne), Buxus hyrcana, et Hedera pastuchovii (Lierre).
Les espèces caractéristiques des forêts montagneuses sont : Quercus macranthera, Carpinus orientalis, Acer platanoides, Acer cappadocicum (Érable de Cappadoce), Fraxinus excelsior, et Sorbus orientalis.

## Impact humain sur la nature
L'Iran a une histoire très ancienne, ayant permis l'installation de différentes zones de peuplement dans les régions favorables à l'occupation par les hommes. L'exploitation du sol est donc le facteur écologique dominant. Les diverses interventions de l'homme sur la nature sont : 
- la destruction des forêts pour fournir le bois de chauffe, le charbon et des terres à cultiver.
- l'expansion de l'agriculture dans des zones qui ne sont pas viables (steppes arides, pentes raides)
- la destruction de la végétation naturelle, qui contribue à l'érosion du sol
- la sur-utilisation des pâturages pour les moutons et les chèvres, avec une sélection des espèces de végétaux, au profit des plantes vivaces pérennes et d'espèces nocives.
- le retrait des espèces ligneuses légères ou des buissons afin de se fournir en bois de chauffe, qui contribue à l'appauvrissement du sol, à la dégradation de l'environnement et à une désertification accrue.

### Sylviculture
La plupart des forêts d'Iran ont été nationalisées à l'époque de la Révolution blanche, en 1967, en même temps que tous les pâturages d'Iran. Un service des forêts a été fondé à cette époque. En 1970, ce service employait plus de 3 000 gardes forestiers, et avait permis de planter 1,3 million de jeunes arbres sur 526 315 hectares de terre. 
Les terres forestières sont estimées à 18 millions d'hectares en 1987, dont seulement 3,2 millions sont considérés comme productifs à proximité de la mer Caspienne. Les coupes illégales restent cependant fréquentes.
Le climat propice de la région de la Caspienne permet de faire croître des bois durs de zone tempérée, comme le Chêne, le Fagus, l'Érable, le Noyer, le Parrotia, l'Aulne, le Tilleul et le Figuier. La moitié des forêts de la Caspienne sont recouvertes de ces arbres. Les forêts des Zagros, du Khorassan et du Fars produisent plutôt des Chênes, des Noyers et des Érables. Chiraz est renommée pour ses cyprès. 
La valeur des produits forestiers exportés était 6 fois plus grande en 1973 qu'en 1984 ; la baisse des exportations est probablement due à une consommation nationale croissante.